# Чемпионат мира по конькобежному спорту на отдельных дистанциях 2020 — командная гонка (женщины)
Соревнования в в командной гонке среди женщин на чемпионате мира по конькобежному спорту на отдельных дистанциях 2020 года прошли 14 февраля на катке «Олимпийский овал Юты» в Солт-Лейк-Сити, США. Участие приняли 7 команд. Сборная Японии установила мировой рекорд.

## Результаты
| Место | Пара | Страна                                                             | Время   | Отставание |
| ----- | ---- | ------------------------------------------------------------------ | ------- | ---------- |
| 1     | 3    | Япония · Нана Такаги · Аяно Сато · Михо Такаги                     | 2:50,76 | WR         |
| 2     | 4    | Нидерланды · Мелисса Вейфье · Ирен Вюст · Антоинетте де Йонг       | 2:52,65 | +1,89      |
| 3     | 4    | Канада · Ивани Блонден · Валери Мальте · Изабель Вайдеман          | 2:53,62 | +2,86      |
| 4     | 3    | Россия · Елизавета Казелина · Евгения Лаленкова · Наталья Воронина | 2:53,92 | +3,15      |
| 5     | 2    | Польша · Каролина Босек · Наталия Червонка · Каролина Гасецкая     | 2:59,24 | +8,48      |
| 6     | 2    | США · Брианна Бококс · Миа Килбург · Пэйдж Шварцбург               | 2:59,79 | +9,03      |
| 7     | 1    | Китай · Ли Дань · Тао Цзяин · Чжоу Ян                              | 3:01,57 | +10,80     |